# David (opéra)
Pour les articles homonymes, voir David.
David, op. 320, est un opéra en cinq actes de Darius Milhaud sur un livret de Armand Lunel d'après les livres I et II du Livre de Samuel de l'Ancien Testament, créé à Milan en 1955.

## Historique
Le compositeur français Darius Milhaud obtient une commande de l'état d'Israël sur la recommandation de la fondation Koussevitzky, autour de la figure biblique du roi David, pour commémorer le 3 000e anniversaire de la fondation de la ville de Jérusalem. Le compositeur et son ami, le librettiste Armand Lunel, sont invités par le gouvernement à découvrir l'atmosphère moderne du jeune pays. Il dit alors qu'il est impressionné par les couches temporelles imprégnées dans le lieu, avec une juxtaposition entre le passé et le présent, en particulier autour de l'histoire et de la religion. La partition est composée durant l'année 1952 pendant qu'il vit aux États-Unis, et il en effectue l'orchestration début 1953.
David est créé en concert, en hébreu le 1er juin 1954 à Jérusalem avec le baryton-basse Heinz Rehfuss, sur scène en italien le 2 janvier 1955 à La Scala de Milan sous la direction de Nino Sanzogno, en français le 19 novembre 1955 au Théâtre de la Monnaie à Bruxelles sous la direction de Michel Bastin avec Gabriel Bacquier. L'opéra est joué en première américaine à Hollywood en 1956 puis à en première française à Nice en 1968.

## Description
David est un opéra en cinq actes et douze tableaux en français, d'une durée d'environ cinq-soixante-dix minutes. Deux chœurs sont inclus dans la partition afin d'interpréter l'un puis l'autre l'action se déroulant dans le passé et celle du présent.

### Instrumentation
L'instrumentation de David comporte l'effectif détaillé suivant :
- Bois : 2 flûtes, 2 hautbois, 2 clarinettes, 2 bassons ;
- cuivres : 4 cors, 3 trompettes, 3 trombones, tuba ;
- percussions : timbales, batterie ;
- harpe, cordes.

## Argument
L'ouvrage raconte la vie de David, berger hébreu devenu chef d'État, poète, protecteur des peuples, actualisée par la présence d'un chœur de chanteurs israéliens d'aujourd'hui.

## Source
- John Warrack, Harold Rosenthal, Guide de l'opéra, Paris, Fayard, 1989, p. 195.